# Aarhus-Hammel-Thorsø Jernbane
Aarhus-Hammel-Thorsø Jernbane (AHTJ) – eller Hammelbanen – var en dansk privatbane 1902-56, der strakte sig fra "Hammelbanegården" i Aarhus til Hammel by.
Banen hed Hammel-Aarhus Jernbane (HAJ) indtil den i 1914 blev forlænget til Thorsø. Normalt stod købstadens navn først i privatbanernes navne og forkortelser, men forkortelsen AHJ var optaget af Aalborg-Hadsund Jernbane.

## Hammel-Aarhus
Den store jernbanelov fra 1894 indeholdt en jernbane "fra Hammel enten syd om Brabrand Sø til Aarhus eller til Brabrand". Statsbanernes overingeniør I.W. Tegner havde i 1890 på foranledning af storkøbmanden Hans Broge udarbejdet et forslag om at slutte Hammelbanen til statsbanen 3 km nordvest for Brabrand Station, hvorfra togene kunne benytte 10 km statsbanespor ind til Aarhus H. Det vakte stærk modstand, både i sognene syd for Brabrand Sø og hos indehaverne af de gamle købmandsgårde i Vestergade, som traditionelt havde haft handelen med Aarhus' vestlige opland og frygtede, at den ville blive overtaget af det opvoksende Ryesgade-kvarter ved banegården, hvis togene fik endestation der.
Vestergade-købmændene med fabrikant Christen Jensen i spidsen ønskede, at banen skulle have sin egen station tæt på Vestergade, og sådan blev det. Derfor var det kun banens godstrafik, der blev integreret i det samlede jernbanenet: via et forbindelsesspor kunne man udveksle godsvogne med DSB. Men Hammelbanegården kom til at ligge 1300 m fra Aarhus H, hvor man kunne stige om til andre tog. Det blev et stort problem, selvom man i 1938 skar 200 m af afstanden ved at flytte togene hen til en lille perron for enden af afløbssporet lige ved Thorvaldsensgade.
I luftlinje er der 23 km mellem Hammel og Hammelbanegården i Aarhus. Når banen var næsten dobbelt så lang, vidner det om, hvor meget den slyngede sig, dels på grund af det kuperede østjyske landskab, dels på grund af ønsket om at nå rundt og betjene så mange landsbyer som muligt. Banens længde gjorde den sårbar i 1920'erne, hvor der kom gang i landevejstrafikken og rutebiler kunne køre de samme strækninger på væsentlig kortere tid. Men baneselskabet tog konkurrencen op ved selv at drive et omfattende rutebilnet.
De fleste stationer blev anlagt på åben mark flere kilometer fra nærmeste landsby. Selvom der de fleste steder opstod en lille stationsby omkring dem, var der kun ét sted, stationsbyen voksede sig stor, mens kirkebyen stagnerede. Det var i Harlev, hvor stationsbyen dog også var begunstiget af at ligge tæt på krydset mellem Aarhus-Silkeborg og Stilling-Randers landevejene. I Låsby og Skovby var kirkebyen derimod tættere på landevejen, og derfor voksede sig større. Kun én af mellemstationerne blev anlagt i en by, der i forvejen havde en vis størrelse: det var Galten med 730 indbyggere i 1902. Her fik banen i de første to årtier stor betydning for byens videre vækst.

### Åbysporet
I 1910 anlagde man Åbysporet gennem den øde Mølleeng, hvor et industrikvarter var ved at blive etableret. Her flyttede Frichs også ud fra Aarhus midtby og byggede sit første damplokomotiv i 1914. I Hammelbanens levetid blev over 550 lokomotiver og motorvogne leveret til danske og udenlandske baner via dette spor, der også blev benyttet til korte prøveture. I 1921 blev Åbysporet forlænget langs den nye Søren Frichs Vej, hvor en lang række virksomheder efterhånden etablerede sig. Åbysporet bidrog i 1930'erne med en tredjedel af banens samlede godsmængde, i begyndelsen af 1970'erne med hele 70 procent. Men det var en kort transportafstand, så banens indtægt var ikke tilsvarende høj.

## Hammel-Thorsø
Den store jernbanelov fra 1908 indeholdt forlængelsen fra Hammel til Thorsø. Den skabte forbindelse med strækningen Silkeborg-Thorsø-Langå, der var åbnet i 1908. Dermed blev der bedre mulighed for at sende slagtesvin fra slagteriet i Hammel til udskibning i Esbjerg – i første omgang via Silkeborg-Herning-Skjern, senere mere direkte via Silkeborg-Brande-Grindsted-Bramming, da Diagonalbanen blev færdig i 1920.
Det var en ulempe, at Hammel blev en rebroussementsstation, hvor togene skulle skifte retning for at fortsætte, hvilket ifølge køreplanerne kostede mindst en halv snes minutter. Strækningen Hammel-Thorsø blev hurtigt urentabel. Allerede i 1919 gav den et underskud, som næsten slugte det overskud, strækningen Aarhus-Hammel gav, og i 1925 søgte banens bestyrelse forgæves om tilladelse til at nedlægge den.

## Strækningsdata
- Hammel-Aarhus (38,3 km) åbnet 25. april 1902
- Hammel-Thorsø (7,5 km) åbnet 12. juli 1914
- Samlet længde: 45,8 km
- Sporvidde: 1.435 mm
- Skinnevægt: 22,5 kg/m
- Maks. stigning: 10 ‰
- Mindste kurveradius: 458 m, ved Aarhus dog 366 m
- Maks. hastighed: 60 km/t
- Nedlagt: 31. marts 1956

## Standsningssteder
Alle stationer havde omløbsspor.
- Hammelbanegården, Aarhus i km 0,0 med 6 spor, hvoraf det nordligste var ved læssevej med fold og kran. Desuden var der kulgård og 2 tosporede remiser med drejeskiver: den oprindelige med plads til 3 lokomotiver og et tørveskur, der senere blev vognværksted og i 1933 blev udvidet til motorremise. Hammelbanegården havde banens hovedkontor og værksteder.
- Viby Nord station i km 3,6 med kran.
- Stavtrup station i km 6,1 med to ramper.
- Constantinsborg trinbræt i km 9,1 fra 1. maj 1923, fra 1936 med venteskur af træ.
- Ormslev station i km 11,1 med stikspor, der oprindeligt var en mergelbane.
- Edelhofvejen trinbræt i km 13,2 fra 1. oktober 1925.
- Harlev station i km 14,8 med fold og læssespor med omløb.
- Lillering billetsalgssted i km 16,4. Fra 1903 med varehus og stikspor, der i 1912 blev udvidet til omløbsspor, som sporet fra banens grusgrav også blev ført ind til. Lillering blev station 1.maj 1913 og trinbræt med sidespor fra 30.september 1955. Midt i 1930'erne blev der fra en betonrampe og et kort stikspor i Lillering Skov transporteret sten til Aarhus.
- Silkeborg Landevej – senere Silkeborgvej – trinbræt i km 16,9 fra 1. oktober 1923, nedlagt 14. maj 1938.
- Hørslevbolevejen trinbræt i km 18,1 fra 1. oktober 1923.
- Skovby station i km 18,8 med læssespor med omløb og stikspor til perron samt privat sidespor.
- Sjellevejen trinbræt i km 20,4 fra 1. juni 1924, senere med venteskur.
- Galten Smedeskov – senere bare Smedeskoven – trinbræt i km 21,3 fra 1. oktober 1925.
- Galten station i km 22,3 med drejeskive, kran og fold samt læssespor med omløb og stikspor til perron.
- Galten-Låsbyvej – senere bare Låsbyvejen – trinbræt (i folkemunde Skrædderbakken) i km 24,3 fra 1. oktober 1923, nedlagt 1. juni 1924, genåbnet 1. oktober 1925.
- Aasbækbro trinbræt i km 24,9 fra 15. maj 1929, fra 1936 med venteskur.
- Låsby station i km 26,3 med fold og stikspor med enderampe.
- Tovstrup Mølle trinbræt i km 27,5 fra 1. oktober 1923.
- Tovstrup station i km 29,6 med kran, fold og stikspor med enderampe.
- Røgenvejen – eller Røgen Forsamlingshus – trinbræt i km 31,5 fra 1. oktober 1923, fra 1944 med venteskur.
- Sporup station i km 32,8.
- Sporup-Farre Vejen – eller Farrevejen – trinbræt i km 33,9 fra 1. oktober 1925.
- Anbæk station i km 35,8. Fra 1. juli 1955 trinbræt.
- Hammel station i km 38,3 med 5 spor, lokomotivremise med drejeskive, skinnebusremise fra 1951 uden drejeskive, vandkran, fold og sidespor til slagteriet.
- Tulstrup Vejen – i folkemunde Tulstrup Mølle – trinbræt i km 41,1 fra 1. oktober 1928.
- Sall station i km 42,3.
- Vintersminde trinbræt i km 43,7 med banens eneste murede ventehus.
- Thorsø station i km 45,8 – forbindelse med Diagonalbanen.

### Bevarede stationsbygninger
Stationsbygningerne på Aarhus-Hammel var tegnet af DSBs overarkitekt Heinrich Wenck, stationen i Sall af Aarhus-arkitekten Thorkel Møller. Viby Nord Station er revet ned. Den lå på Damagervej 12, hvor Damager Kollegiet nu ligger. Skovby Station blev revet ned i 2012.
Den tidligere Hammelbanegård husede Bymuseet i Aarhus fra 1993 til 1.juli 2011, hvor det flyttede til Den Gamle By. Hensigten var at sælge Hammelbanegården, som kommunen havde bekostet en stor tilbygning til, men nu bliver den anvendt som medborgerhuset og frivillig-centret Folkestedet.
- Aarhus: Carl Blochs Gade 28
- Stavtrup: Bispevej 27
- Ormslev: Storskovvej 92
- Harlev: Vestervej 14
- Lillering: Bøgebakken 3
- Galten: Torvet/Elværksvej
- Låsby: Kjærlingsvej 3
- Tovstrup: Keldbergvej 15
- Sporup: Silkeborgvej 84
- Anbæk: Viborgvej 182
- Hammel: Torvegade 9
- Sall: Borgergade 72

## Ulykker
- December 1934: Motorvogn afsporet efter sammenstød med lastbil på Søren Frichs Vej i Aarhus.
- Januar 1948: På vej mod nord fra Lillering en vinteraften i sne og frost afsporedes et damptog med 4 personvogne og en pakvogn i overskæringen på Silkeborgvej, formentlig på grund af fastkørt is og frossen jord i sporet. Lokomotivet væltede ned af dæmningen og forreste vogn fulgte halvvejs efter. Næste vogn blev også afsporet. Lokomotivføreren Ejner Christensen fik en flænge i hånden, og 7-8 passagerer fik knubs.

## Strækninger hvor banetracéet er bevaret
11 km af banens tracé er bevaret og tilgængeligt, især syd for Brabrand Sø og Årslev Engsø. Desuden er en del af tracéet bevaret som læbælter.
- Set tilbage fra Åhave Parkvej langs Vibys haveforeninger
- Broen over Aarhus Å mellem Ormslev og Harlev
- Efter Aarhus Å gik banen på en dæmning mod Skibbyvej
- Mellem Harlev og Lillering
- Sjellevejen trinbræt ved Skovby Møllegård
- Lyngholmvej på broen over Forelbækken
- 900 m dæmning over Granslev Å